# Agriades amphiroe
Agriades amphiroe är en fjärilsart som beskrevs av Charles Oberthür 1910. Agriades amphiroe ingår i släktet Agriades och familjen juvelvingar. Inga underarter finns listade i Catalogue of Life.